# Condado de Marinette
O Condado de Marinette é um dos 72 condados do Estado americano do Wisconsin. A sede do condado é Marinette, e sua maior cidade é Marinette. O condado possui uma área de 4 015 km² (dos quais 384 km² estão cobertos por água), uma população de 43 384 habitantes, e uma densidade populacional de 12 hab/km² (segundo o censo nacional de 2000). O condado foi fundado em 1879.